# Lorik Konjuhi
Lorik Konjuhi, född 21 december 2002, är en svensk-albansk fotbollsspelare som spelar för IK Brage.

## Karriär
Konjuhis moderklubb är Kulladals FF. I 14-årsåldern gick han till Husie IF, för att sedan gå till IFK Malmö.
Inför säsongen 2019 gick han till storklubben Malmö FF och spelade där tills han växte ur P19-laget 2021, där han bland annat spelade en match i Uefa Youth League mot Zenit.
I februari 2022 skrev han på för Ettan-klubben BK Olympic. I december 2022 förlängde Konjuhi sitt kontrakt i klubben med två år.
I januari 2025 värvades Konjuhi av Superettan-klubben IK Brage, där han skrev på ett treårskontrakt. Den 13 april 2025 debuterade Konjuhi i Superettan i en oavgjord 1-1-match mot Varbergs BoIS, där han blev inbytt i den 86:e minuten mot Malte Persson.